# ایفانادیانا
ایفانادیانا (به لاتین: Ifanadiana) یک منطقهٔ مسکونی در ماداگاسکار است که در ایفانادیانا واقع شده‌است. ایفانادیانا ۱۵٬۶۸۱ نفر جمعیت دارد و ۴۶۶ متر بالاتر از سطح دریا واقع شده‌است.